# Пшедмосць
Пшедмосць (пол. Przedmość) — село в Польщі, у гміні Прашка Олеського повіту Опольського воєводства.
Населення — 657 осіб (2011).
У 1975-1998 роках село належало до Ченстоховського воєводства.

## Демографія
Демографічна структура станом на 31 березня 2011 року:
|          | Загалом | Допрацездатний вік | Працездатний вік | Постпрацездатний вік |
| -------- | ------- | ------------------ | ---------------- | -------------------- |
| Чоловіки | 310     | 63                 | 202              | 45                   |
| Жінки    | 347     | 71                 | 182              | 94                   |
| Разом    | 657     | 134                | 384              | 139                  |